# Csaba Bőhm
Csaba Bőhm (20 luglio 2000) è un pentatleta ungherese.

## Biografia
Ai mondiali di Alessandria d'Egitto 2022 si è piazzato 10º nell'individuale e si è aggiudicato l'argento nella classifica a squadre, con Balázs Szép e Bence Demeter.
Agli europei di Székesfehérvár 2022 si è classificato 7º nell'individuale.
Ai Giochi europei di Cracovia e Piccola Polonia ha vinto il bronzo nell'individuale, terminando alle spalle dell'italiano Giorgio Malan e del britannico Joseph Choong.

## Palmarès
- Mondiali

Alessandria d'Egitto 2022: argento a squadre;
- Giochi europei

Cracovia e Piccola Polonia 2023: bronzo nell'individuale;